# 塔蒂河
20°30′24″S 27°40′48″E / 20.506782°S 27.679869°E
塔蒂河是博茨瓦納的河流，位於該國東北部東北區，處於首都哈博羅內東北面400公里，每年平均降雨量493毫米，河畔城鎮有弗朗西斯敦。